# Andreas Ihle
Andreas Ihle (Bad Dürrenberg, Alta Saxónia, 2 de junho de 1979) é um velocista alemão na modalidade de canoagem.

## Carreira
Foi vencedor da medalha de ouro em K-2 1000 m em Pequim 2008, junto com o seu colega de equipa Martin Hollstein.
Foi vencedor da medalha de prata em K-4 1000 m em Atenas 2004, junto com os seus colegas de equipa Mark Zabel, Björn Bach e Stefan Ulm.
Foi vencedor da medalha de bronze em K-2 1000 m em Londres 2012, junto com o seu colega de equipa Martin Hollstein.